# Canthodimorpha lawrencei
Canthodimorpha lawrencei là một loài bọ cánh cứng trong họ Bọ hung (Scarabaeidae).